# El Porvenir (Praxedis G. Guerrero)
El Porvenir es una población del estado mexicano de Chihuahua, localizada el sureste de Ciudad Juárez y fronteriza con Estados Unidos y que forma parte del municipio de Praxedis G. Guerrero.

## Localización y demografía
El Porvenir se localiza al sureste de Ciudad Juárez, en el denominado Valle de Juárez y en la Frontera entre Estados Unidos y México, al otro lado del río Bravo se encuentra la población estadounidense de Fort Hancock, Texas, con la que se comunica a través del Puente Internacional Fort Hancock-El Porvenir, el cruce fronterizo más al sur ubicado en las cercanías de las ciudades de Ciudad Juárez y El Paso, Texas. Sus coordenadas geográficas son 31°14′22″N 105°52′31″O / 31.23944, -105.87528 y se localiza a una altitud de 1 080 metros sobre el nivel del mar; El Porvenir es uno de los puntos extremos de la Carretera Federal 2 que en su segmento oeste comprende de esta localidad hasta la ciudad de Tijuana, Baja California, la distancia que la separa de Ciudad Juárez es de 77 kilómetros, esta carretera es la principal vía de comunicación del poblado y ex comúnmente conocida en la región como la Carretera Juárez-Porvenir.
Según los resultados del Conteo de Población y Vivienda de 2005 realizado por el Instituto Nacional de Estadística y Geografía, la población total de El Porvenir era de 2 740 habitantes, de los cuales 1 385 son hombres y 1 355 son mujeres, sin embargo para el Censo de Población y Vivienda realizado en 2010 por la misma institución la población descendió a 1 253 habitantes, 636 hombres y 617 mujeres; esto como resultado del alto grado de violencia registrado en la zona en el contexto de la Guerra contra el narcotráfico en México.

## Historia
El Porvenir fue una localidad dedicada inicialmente a la agricultura, principalmente de algodón, que fue el mayor cultivo del Valle de Juárez a partir de desarrollo de sistemas de riego que permitió convertir grandes extensiones de desierto en zonas agrícolas; sin embargo, ante la baja productividad económica del cultivo este muy mayoritariamente abandonado teniendo la población que diversificar su economía principalmente hacia los servicios y el intercambio fronterizo.
Durante los años de 2009 a 2012, El Porvenir fue una de las zonas más violentas del estado de Chihuahua, al ser campo de enfrentamientos entre diversos grupos delictivos que se disputaban el control de su territorio como parte de la Guerra contra el narcotráfico en México.
El Porvenir es una sección municipal del municipio de Praxedis G. Guerrero.